# Stenellipsis litterata
Stenellipsis litterata är en skalbaggsart som först beskrevs av Fauvel 1906.  Stenellipsis litterata ingår i släktet Stenellipsis och familjen långhorningar. Inga underarter finns listade i Catalogue of Life.